# Tina Ngalula
 (mai 2023).
Si vous disposez d'ouvrages ou d'articles de référence ou si vous connaissez des sites web de qualité traitant du thème abordé ici, merci de compléter l'article en donnant les références utiles à sa vérifiabilité et en les liant à la section « Notes et références ».
Pour les articles homonymes, voir Ngalula.
Tina Ngalula,,, née le 10 mai 1995, est une footballeuse internationale congolaise jouant pour le TP Mazembe.

## Biographie

### Carrière internationale
Ngalula a été sélectionnée pour la RD Congo au niveau senior lors du Tournoi de qualification olympique féminin de la CAF 2020 (troisième tour). 